# Apocephalus facettalis
Apocephalus facettalis är en tvåvingeart som beskrevs av Borgmeier 1961. Apocephalus facettalis ingår i släktet Apocephalus och familjen puckelflugor. Inga underarter finns listade i Catalogue of Life.